# White Oak (Maryland)
White Oak is een plaats (census-designated place) in de Amerikaanse staat Maryland, en valt bestuurlijk gezien onder Montgomery County. Een belangrijk onderzoekscentrum én het hoofdbureau van de Food and Drug Administration is hier gevestigd.

## Demografie
Bij de volkstelling in 2000 werd het aantal inwoners vastgesteld op 20.973.

## Geografie
Volgens het United States Census Bureau beslaat de plaats een oppervlakte van
12,9 km², geheel bestaande uit land.

## Plaatsen in de nabije omgeving
De onderstaande figuur toont nabijgelegen plaatsen in een straal van 8 km rond White Oak.